# Václav Bouška (fotbalista, 1945)
Václav Bouška (* 13. října 1945) je bývalý český fotbalista, útočník.

## Fotbalová kariéra
V československé lize hrál za Slavii Praha. Nastoupil ve 4 ligových utkáních a dal 1 ligový gól.

## Ligová bilance
| Ročník                                   | Zápasy | Góly | Klub         |
| ---------------------------------------- | ------ | ---- | ------------ |
| 1. československá fotbalová liga 1966/67 | 4      | 1    | Slavia Praha |
| CELKEM                                   | 4      | 1    |              |